# Vollkommener Brunnen
Als vollkommener Brunnen (englisch complete well, fully penetrated well oder perfect well) bezeichnet man in der Hydrogeologie den Typ Brunnen, der zum einen den Grundwasserleiter vollständig erschließt und zum anderen bis zur Grundwassersohle, also dem darunter liegenden Grundwassernichtleiter, reicht.
Brunnen, die nicht vollkommen sind, werden unvollkommene Brunnen (englisch incomplete well) genannt. Unvollkommene Brunnen erfassen nur einen Teil des Grundwasserleiters und reichen nicht bis zur Grundwassersohle.
Wesentlicher Unterschied zwischen vollkommenen und unvollkommenen Brunnen ist die Art der Anströmung durch das Grundwasser. Während vollkommene Brunnen überwiegend horizontal und insbesondere radial angeströmt werden, findet bei unvollkommenen Brunnen auch eine Anströmung des Brunnenbodens statt. Diese (auch vertikale) Anströmung des Brunnenbodens sorgt für eine kleinere Absenkung des Grundwasserpegels, als eine rein horizontale Anströmung.
Die Annahme, dass ein Brunnen vollkommen ist, liefert in der Modellierung oft vereinfachte Rahmenbedingungen, welche theoretische Herleitungen erleichtern, so ist beispielsweise die Annahme, dass der Brunnen vollkommen ist, eine Voraussetzung für die Brunnenformel nach Dupuit-Thiem.